# Los Embajadores Criollos
Los Embajadores Criollos es un trío musical peruano que interpreta música criolla. Conocido también como «Los Ídolos del Pueblo», el trío cuenta con un amplio repertorio de valses, polkas e incluso marineras que han sido un éxito durante décadas.

## Historia
Los Embajadores Criollos se formó allá por el año 1949 junto con varios dúos y grupos. El trío estuvo conformado por Rómulo Varillas (primera voz y segunda guitarra), Carlos Correa (segunda voz) y Alejandro Rodríguez (primera guitarra). Este grupo tuvo la fama de haber grabado más de 110 canciones de corte melancólico y romántico que eran característicos de dicha época.
Se podría decir que este trío saltó a la fama debido a la potente voz de Rómulo Varillas y Carlos Correa, además de la gran habilidad con la guitarra de Alejandro Rodríguez. Sus presentaciones fueron completamente a nivel nacional como: Lima, Huánuco, Trujillo, Tacna, Huaral, San Vicente de Cañete, etc. Saltaron a la fama a inicios de 1950, en Radio Atalaya, cuya sede se encontraba en el Jr. Washington en el Centro Histórico de Lima. El singular timbre de voz; la de Rómulo, sus falsetes, sus "gallitos" que colocaba oportunamente creando un insustituible estilo de queja y melancolía, hicieron que el público radioescucha de aquella época se conmocionara con la agrupación. El conductor del programa era David Odría "La Cotera" a fines de 1951. David Odría y Los embajadores criollos pasaron a Radio Victoria que estaba en la avenida Paseo de la República en los bajos del teatro "La cabaña", romántico local ubicado en el parque de la exposición, donde se presentaban los mejores artistas. Aquellos años solo contadas circunstancias artísticas llevaron al público limeño a la emoción colectiva las radionovelas "El derecho de nacer", "El Catchascán", "Los mambos de Pérez Prado" y Los Embajadores Criollos.
Poco se ha sabido de ellos en esta época moderna. Lo que sí se puede decir es que ellos fueron para varias personas del ámbito nacional e incluso internacional uno de los mejores tríos criollos peruanos o ejecutantes de valses y polkas que existió en el país.

## La edad de oro de la radio
Las décadas del 50 y 60 marcaron el éxito rotundo de Los Embajadores Criollos. Las personas que tenían radio en su casa, ubicaban el aparato receptor en la ventana de la sala que daba a la calle, para escuchar y difundir a los vecinos y la gente que transitaba por allí.  Podía observarse a muchos transeúntes derramar lágrimas disimuladamente al escuchar la melancólica y desgarrante voz de Rómulo, acompañado de las guitarras. Sonaban con fuerza y emoción temas como "Alma, corazón y vida" (compuesta por Adrián Flores Albán), "Hilda" , "Decepción", "El inculpado", "La rosa del pantano", "Yolanda", "Mujer interesada", "El tísico", "Ódiame", "Lejano amor", "Caballito blanco", "Alma de mi alma", "Déjalos" y "Sigue mintiendo". Tantos valses inspirados en el amor de la madre, en el cariño a una mujer, etc. se hallan en el cofre de los recuerdos.  En 1965 viajaron al Ecuador alcanzando un resonante éxito con los históricos mano a mano con Javier Solís. En las emisoras, la sintonía era total, bajo la magistral conducción de José Lázaro Tello.
Rómulo Varillas siempre fue el personaje inquieto, a la vez personalista e impredecible. porque de repente aparecía cantando con Fernando Loli, con quien formó el dúo "Los Dos Compadres", luego con Miguel Cabrejos; así llegaron las discrepancias y lógicamente la separación. Hubo muchos intentos para reagruparlos, sin embargo Rómulo ya había tomado la decisión de cantar solo y así fue la salida del trío del popular "Chocolate", quien fue reemplazado por Carlos Guzmán. 
La salida de Rómulo generó muchas especulaciones. Algunos afirmaban que el causante fue él mismo, quien salía a cantar con cualquier artista. Esta actitud obviamnente causaba malestar en el trío. Otros señalan que fue debido a una mujer que hizo pelear a Carlos y Rómulo. La versión más probable, es la de quienes afirman que él no estuvo de acuerdo con el entonces director artístico de su empresa disquera Iempsa, Oscar Avilés, quien les hacía todos los arreglos a su gusto y además tocaba la primera guitarra junto a Alejandro Rodríguez. Ante tanta intromisión, Rómulo optó por retirarse.

## Discografía
| Serie         | Título                   | Éxitos de la Producción                                                                         |
| LD 1210       | Los Embajadores Criollos | Engañada / Amor de Madre / Alma, Corazón y Vida / Alegría / La Flor de la Canela.               |
| LD 1285       | Callejón                 | Mujer Interesada / El Tísico / Ódiame / Lejano Amor / Embargo Maternal / Viva el Perú y Sereno. |
| LD 1302       | ¡Feliz 28!               | Tu Culpa / En Aras del Amor / Tus Pretensiones / Amanecer Loretano / Ilusión Perdida..          |
| LD 1327       | Los Ídolos del Pueblo    | Hipnotizado / Rocío Matinal / Decepción / Vuelve con Él / El Rosario de mi Madre...             |
| LD 1351       | Rincón de Tradiciones    | Sigue Mintiendo / Sin un Reproche.                                                              |
| LD 1391       | El Portal del Criollismo | No Insistas / Mujercita Burlona / Flor de Perdición.                                            |
| LD 1472       | Cantares de mi Barrio    | Te Sigo Queriendo / Horas de Dolor / No me Culpes Mujer / Hilda.                                |
| LD 1507       | Cofre de Recuerdos       | La Rosa del Pantano / Lucy Smith / Zenobia / Alma de mi Alma.                                   |
| LD 1593       | Ya no Sufras             | Milagro / Arrullo / Remordimiento.                                                              |
| LD 1671       | Cofre de Recuerdos Vol.2 | Carmen Rosa / Cobarde y Necio / Tacna / Camino de Traición / Nunca Podrán.                      |
| LD 1695       | Tu Nombre                | Nelly / Victoria / Gloria / Consuelo.                                                           |
| ELD 1901      | De Vuelta al Barrio      | Ventanita / Caballito Blanco / Presentimiento.                                                  |
| ELD 02.01.67  | Volvieron                | Clavel Marchito / Secreto / Sueño un Cariño / El Expósito                                       |
| ELD 02.01.160 | Voz y Emoción            | Incertidumbre / Mujer Descontrolada / Pasión                                                    |
| ELD 02.01.297 | Muchachos de mi Barrio   | Me Salvó con su Amor / Vete / Adoración                                                         |
| ELD 02.01.216 | Callecita                | Volvamos a Vivir / Ingrato Proceder / Ayer y Hoy                                                |
| ELD 02.01.447 | Siempre Ídolos           | Así Quería Verte / Se Acabó y Punto / Cariño Mío                                                |
| ELD 02.01.665 | Voces de Serenata        | El Plebeyo / Chalaquita / Remembranzas / Lima de Antaño                                         |

### Álbumes compilatorios en disco compacto
- Cofre de Recuerdos I - Iempsa
- Cofre de Recuerdos II - Iempsa
- Tesoro Criollo - Iempsa
- Tu Nombre - Iempsa
- Siempre Ídolos - Iempsa
- Callecita - Iempsa
- Remembranzas
- Vuelven los Ídolos del pueblo